# Илцен
Илцен (њем. Uelzen) град је у њемачкој савезној држави Доња Саксонија. Једно је од 29 општинских средишта округа Илцен. Према процјени из 2010. у граду је живјело 34.395 становника. Посједује регионалну шифру (AGS) 3360025.

## Географски и демографски подаци
Илцен се налази у савезној држави Доња Саксонија у округу Илцен. Град се налази на надморској висини од 43 метра. Површина општине износи 135,8 km². У самом граду је, према процјени из 2010. године, живјело 34.395 становника. Просјечна густина становништва износи 253 становника/km².

## Међународна сарадња
| Мјесто    | Држава               | Врста сарадње | Од    |
| --------- | -------------------- | ------------- | ----- |
| Кобрин    | Бјелорусија          | партнерство   | 1995. |
| Барнстапл | Уједињено Краљевство | партнерство   | 1967. |
|           | Француска            | партнерство   | 1973. |
|           | Француска            | партнерство   | 1971. |
| Барнстабл | Уједињено Краљевство | партнерство   | 1967. |
| Извор     |                      |               |       |